# داستان ال.ای
داستان ال. ای (به انگلیسی: L.A. Story) فیلمی محصول سال ۱۹۹۱ و به کارگردانی فرانک اوز است. در این فیلم بازیگرانی همچون استیو مارتین، ویکتوریا تنانت، ریچارد ای گرانت، مریلو هنر، سارا جسیکا پارکر، کوین پولاک، سام مک‌موری، پاتریک استوارت و ایمان ایفای نقش کرده‌اند.